# Палац Чапських
Палац Чапських, в різний час також називався Палацом Красінських і Палацом Гуттен-Чапських (пол. Pałac Czapskich, Pałac Krasińskich, Pałac Hutten-Czapskich) — архітектурна пам'ятка в Кракові на вулиці Пілсудського, 10-12. Нині в будівлі діє Музей Чапських, який є філією краківського Національного музею. Будівлю внесено до реєстру пам'яток Малопольського воєводства (Польща), які охороняються державою.

## Історія
У 1883 році польський лікар і громадський діяч Губерт Антоній Красінський переїхав до Кракова зі свого маєтку в Україні і розпочав будівництво палацу за проектом архітектора Антонія Седляка. Будівельні роботи завершилися в 1884 році. Губерт Антоній Красінський проживав у цьому домі до своєї смерті в 1890 році.
У 1894 році дім придбав колекціонер Емерік Гуттен-Чапський, який організував у будівлі окремий павільйон для демонстрації своєї нумізматичної колекції та розмістив власну бібліотеку, які він доставив зі свого маєтку в Станьково (нині Мінська обасть, Білорусь). Цей павільйон спроектував та побудував у 1896 році польський архітектор Тадеуш Стриєнський. До павільйону з вулиці вели окремі ворота. Над входом розмістили напис латинською мовою — «Monumentis Patriae naufragio ereptis». У даному приміщенні була представлена експозиція з колекції нумізматики Емеріка Гуттен-Чапського, яка в 1903 році була подарована Кракову.
18 липня 1904 року колекція Гуттен-Чапського, розташована в будівлі Палацу Чапських, стала філією краківського Національного музею.
10 червня 1968 року Палац Чапських було внесено до реєстру пам'яток Малопольського воєводства (№ А-106), які охороняються державою.